# Igemfe
Igemfe (IsiZulu, Plural amagemfe), auch igekle, igenkle, igenxe, igerre und igexhle, bezeichnet zwei Flötentypen der Zulu in Südafrika, die beide im 21. Jahrhundert obsolet sind: hauptsächlich eine fingerlochlose, einfache Form einer Kernspaltflöte, die von Jungen und stets paarweise gespielt wurde, sowie ferner eine bereits in den 1930er Jahren seltene kleine Querflöte mit zwei bis vier Fingerlöchern. Die ungewöhnliche frühe Entwicklungsstufe einer Kernspaltflöte besteht aus einer dickeren Pflanzenröhre, in die eingeblasen wird, und aus einer mit ihr fest verbundenen dünneren Röhre, die an beiden Enden offen ist. Sie produziert zwei Töne. Der ungefähr um eine Quarte tiefere Ton entsteht, wenn das untere Ende mit dem Finger geschlossen wird.

## Herkunft und Verbreitung
Das einfachste Blasinstrument der Zulu und Xhosa ist eine aus einem Pflanzenrohr angefertigte kleine Pfeife (impepe, Plural izimpepe), die am oberen Ende gerade abgeschnitten und am unteren Ende durch einen Fruchtknoten geschlossen ist. Der Ton wird erzeugt, indem der Spieler das Rohrende an die aufgebogene Zungenspitze legt und schräg über die obere Kante bläst. Die von Jungen als Spielzeug verwendete impepe produziert einen hohen Grundton und nur bei etwas längeren Instrumenten gelegentlich den ersten Oberton eine Duodezime höher. In einem Wörterbuch von 1878 wird die impepe als Knochenflöte gelistet. Eine Flöte aus Schafs- oder Ziegenknochen bei den Zulu erwähnt bereits der britische Missionar Allen Gardiner (1836). Die in das dünnere Ende geblasene, am unteren Ende vermutlich geschlossene Flöte erzeugte einen derart schrillen Ton, dass sich Gardiner, als er ihr Spiel zur Begleitung aller Arten von Tänzen hörte, jedes Mal auf die gegenüberliegende Seite des Tanzkreises begeben musste. Ein Wörterbuch von 1923 erwähnt mit dem Namen mpempe eine Flöte aus einem Federkiel. Jungen der Pedi nennen kleine Rohrflöten, die üblicherweise nur den Grundton hervorbringen, naka ya lethlaka.
In ähnlicher Weise wie die Rohrflöten wurden diverse Tierhörner vom offenen Ende gegen die geschlossene Spitze angeblasen und unter anderem von San und Damara als Signalinstrumente bei der Jagd verwendet. Die Herero bliesen solche Eintonflöten aus dem Horn eines Springbocks bei freudigen Festlichkeiten; im ganzen Land gab es Pfeifen aus den Hörnern kleiner Antilopenarten wie Springbock oder Duiker, die für unterschiedliche Zwecke verwendet wurden, etwa bei den Swazi und Venda, um Hunde herzuholen.
Zu den Knochenflöten gehörten ferner eine Signalpfeife aus dem Schienbeinknochen eines Springbocks bei den Koranna im südwestlichen Transvaal. Neben den wie in diesem Fall am oberen Ende rechtwinklig abgeschnittenen und am unteren Ende natürlich geschlossenen Knochenflöten gibt oder gab es andere Flöten mit einem offenen unteren Ende, das durch einen Pfropf verschlossen wird. Hierzu gehört die aus einem Ziegen- oder Schafknochen bestehende lengwane, die Pedi-Jungen blasen. Das Instrument wird sorgfältig mit einer V-förmigen Anblasöffnung am dickeren Ende und einem mit Bienenwachs verschlossenen dünneren fernen Ende hergestellt. Eine mit einem Stopfen verschlossene Pfeife ist auch die aus dem Schienbeinknochen des Sekretär-Vogels gefertigte naka der Balete, die eine Untergruppe der Batswana in Botswana bilden. Die naka gehört zu den Gerätschaften des Naturheilers, der bei herannahendem Donner und Blitz hinausgeht, um das Dorf vor Unheil zu bewahren und sie als Hilfsmittel bei der Wahrsagung benutzt. Zu diesem Zweck verwenden die Naturheiler der Pedi eine tsula genannte Flöte aus dem Schienbein eines Adlers oder einer südafrikanischen Wildkatzenart (Felis lybica cafra). Ähnliche Säugetier- und Vogelknochenflöten setzen auch die Naturheiler anderen Ethnien für magische Zwecke ein. Der schweizerische Missionar Henri-Alexandre Junod (1913) beschreibt eine der tsula entsprechende Knochenflöte bei den Heilern der Tsonga, die mit der sogenannten „Himmelflöte“ Blitze fernhalten wollten. Die gesamte, etwa acht Zentimeter lange, an ihrem unteren Ende verdickte Flöte war mit Eidechsenhaut überzogen. Die gewissen Substanzen, die mit dem Wachspfropfen vermischt waren, sollten den Ton bis zum Himmel hinauf hörbar machen, wenn der Flötenbläser bei einem sich nähernden Gewitter von einer Anhöhe sein Instrument ertönen ließ. Bei den Venda heißt die magische Vogelknochenflöte nanga ya danga.
Manche Flöten wie die naka ya pathola der Pedi waren mit magischen Substanzen präpariert, weil sie von Kriegern mitgeführt wurden und ihnen Schutz verleihen sollten. Falls der Besitzer der Flöte im Kampf getötet wurde, übernahm ein anderer aus seiner Truppe die Flöte, um sie an seiner Stelle zu blasen. Ein Junge spielte die seiner Altersgruppe gemäßen Flöten und übte erst anschließend die schwieriger zu spielende Flöte des Vaters, die er dann bei dessen Tod erhielt.
Die imbande der Zulu war eine etwa 13 Zentimeter lange Vogelknochenflöte mit einem – ähnlich wie bei der igemfe – von zwei Seiten zugespitzten oberen Ende, das gegen die Unterlippe gehalten wird. Das gerade abgeschnittene untere Ende wurde mit einem Finger abgedeckt, um wie bei der dzhio der Venda zwei schrille hohe Töne im ungefähren Abstand einer Terz zu erzeugen. Berichte aus dem 19. Jahrhundert beschreiben die imbande als Flöte aus dem Schienbeinknochen einer Ziege oder eines Großriedbocks, die vermutlich von den San übernommen wurde. Auf diese Herkunft deutet der Name umbaendi hin, der für eine Pfeife, die San um den Hals trugen, überliefert ist.
Eine Flöte konnte in Ermangelung eines Tierhorns auch aus Holz nachgeahmt werden, ebenso wie das Naturhorn phalaphala gelegentlich durch eine Holzimitation ersetzt wurde. Die luveve der Swazi bestand aus einem Stück Hartholz, das in die Form eines kleinen Antilopenhorns gebracht wurde. Dieses teilte man längs in der Mitte, höhlte beide Hälften aus, legte sie passgenau wieder zusammen und umwickelte sie mit der nassen Haut eines Ochsenschwanzes. Die Flöte wurde mit einem Riemen um die Schulter gehängt. Damit sendeten die Swazi Signale bei der Jagd und in Gefechten; ein Heiler rief mit ihnen bei magischen Handlungen jenseitige Geister herbei. Die entsprechende Flöte der Zulu hieß uveve. Der methodistische Missionar und Historiker William Clifford Holden (1866) berichtet über die Verwendung dieser schrillen und durchdringenden Flöte bei der Antilopenjagd.
Eine lange, dünne, an beiden Enden offene Flöte der Zulu war die fingerlochlose umtshingo (Plural imitshingo), auch ivenge, aus einem Pflanzenrohr und einem schräg zugeschnittenen Anblasloch. Der Spieler formte mit der Zunge einen Luftkanal und konnte mit dem geöffneten oder durch einen Finger geschlossenen unteren Ende zwei Obertonreihen von vierten bis zum zwölften Oberton hervorbringen. Diese Obertonflöte ist bei den Swazi als umtshingosi und bei den Basotho als lekolilo bekannt. Die umtshingo diente den Rinderhirten der Zulu als Signalinstrument und ihr Spiel sollte für die Rinder auf der Weide förderlich sein. Die umtshingo stellt mit ihren tonalen Möglichkeiten einen deutlichen Entwicklungssprung gegenüber den zuvor genannten Knochenflöten dar.
Als einen weiteren Schritt hin zu den Kerbflöten besitzt die aus einem Pflanzenrohr bestehende begu der Zulu ein U-förmig ausgeschnittenes Ende. Dies ermöglicht dem Spieler, seine Zunge in einer stabilen Position an die Unterseite des Anblaslochs zu legen, um so einen simplen Kernspalt zu bilden. Die begu wird stets paarweise gespielt. Die etwas längere, „männliche“ Flöte heißt indota und die kürzere, „weibliche“ umfazi. Die beiden, mit dem geschlossenen oder geöffneten unteren Ende produzierten Töne sind für das Spiel ausreichend, weitere, prinzipiell spielbare Obertöne werden nicht benötigt. Die begu wird überwiegend von jungen  Kuhhirten geblasen. Die „weibliche“ Flöte übernimmt mit ihren beiden, abwechselnd gespielten Tönen die rhythmische Führung, während die „männliche“ Flöte denselben gleichbleibenden Rhythmus wiederholt.

## Bauform
Die längs geblasene igemfe war abgesehen von der begu die einzige, paarweise gespielte Flöte in Südafrika. Sie besteht aus einem 30 bis 50 Zentimeter langen Schilfrohr ohne Fingerlöcher, das – äußerst ungewöhnlich – aus zwei Teilen zusammengesetzt ist. Der obere, wesentlich dickere Teil ist an einem Ende durch einen Fruchtknoten geschlossen und am anderen, offenen Ende knapp unterhalb des nächsten Fruchtknotens abgeschnitten. In das verschlossene Ende wird ein rundes Loch geschnitten, das exakt so groß ist wie das dünnere Rohr. Dieses an beiden Seiten offene Rohr wird am oberen Ende leicht ausgedünnt, damit es passgenau und luftdicht in das Loch des dickeren Rohrs gesteckt werden kann. Das offene Ende des dickeren Rohrs wird als Anblasöffnung präpariert und wie bei der begu beidseitig ungefähr in einem 45-Grad-Winkel U-förmig gerundet nach innen ausgeschnitten (englisch double-notched), wobei einer der Schnitte etwas größer ist als der andere. Die größere Schnittseite legt der Spieler gegen seine Unterlippe, während er die Flöte annähernd senkrecht nach unten hält, sodass über der Lippe ein Spalt als Einblasöffnung verbleibt und die Blasluft nach dem Prinzip der Kernspaltflöte gegen eine vom oberen Teil des Rohrendes gebildete Kante gelenkt wird. Dieses der Konstruktion der Schnabelflöte (Blockflöte) entwicklungsgeschichtlich vorausgehende Flötenende ist seit der Altsteinzeit bekannt. Ein Fundstück mit entsprechendem oberen Ende ist die Gänsegeier-Knochenflöte aus der baden-württembergischen Höhle Hohler Fels, deren Alter auf mindestens 35.000 Jahre geschätzt wird und die somit zu den ältesten erhaltenen Flöten gehört.
Mit dem Zeigefinger der rechten Hand verschließt der Spieler das untere Ende, wodurch ein zwischen einer Quarte und einer Quinte tieferer Ton gegenüber dem offenen Ende entsteht. Werden die beiden Rohre einzeln benannt, so heißt das dickere igemfe und das dünnere isitukulu. Wie bei der begu gilt die etwas größere Flöte als „männlich“ und die kleinere als „weiblich“. Der Tonhöhenunterschied beträgt einen Halbton oder wenig mehr. Überwiegend werden nur die beiden tiefsten Töne beim Spiel verwendet, obwohl eine Reihe von Obertönen verfügbar sind. Gegenüber der begu, deren Länge vom maximalen Abstand zwischen den Fruchtknoten vorgegeben ist, stellt die igemfe eine Weiterentwicklung dar, weil die Tonhöhe durch Abschneiden des dünnen Rohrs am unteren Ende eingestellt werden kann.
Neben der längs geblasenen igemfe ist eine gleichnamige Querflöte der Zulu bekannt, die in den 1930er Jahren bereits selten war und entweder noch vereinzelt vorkommt oder gänzlich verschwunden ist. Die Rohrquerflöte igemfe besitzt zwei bis vier Fingerlöcher und ähnelt in Südafrika der shitiringo der Venda mit drei Fingerlöchern und der umtshingosi der Swazi mit drei Fingerlöchern sowie in Ostafrika der ibirongwe mit vier Fingerlöchern. Percival Kirby (1934) beschreibt zwei quer geblasene amagemfe mit drei Fingerlöchern, die am fernen Ende offen sind, und eine an beiden Enden geschlossene Querflöte mit vier paarweise angeordneten Fingerlöchern. Bei einer weiteren igemfe mit drei Fingerlöchern befinden sich zwei in der Mitte und eines nahe am unteren Ende. Die uneinheitlichen Formen sprechen dafür, dass das Instrument von anderswo übernommen und ohne eigene Überlegungen nachgeahmt wurde. Manchmal werden auch andere Blasinstrumente igemfe genannt.

## Spielweise
Die igemfe ist auf einer Illustration des englischen Zeichners George French Angas in dessen Band mit handkolorierten Lithografien The Kafirs Illustrated von 1849 abgebildet. Auf einer Fotografie in einem Werk des Tiroler Priesters Franz Mayr (A Short Study of Zulu Music, London 1908) sind mehrere Zulu-Musiker zu sehen, die den Mundbogen umqangala nebst anderen Musikbögen und igemfe spielen.
Die Flöte wurde meist von Jungen und stets paarweise gespielt. Ein Spieler ergänzte die beiden Töne des anderen in einer besonderen antiphonen Form zu einer Melodie. Die „weibliche“ Flöte des amagemfe-Paars produziert bei einem typischen Beispiel die Töne im Quartabstand c1 (unten offen) und fis1 (unten geschlossen), die „männliche“ Flöte b1 (offen) und f1 (geschlossen).
Wie die umtshingo durften die Zulu in früheren Zeiten die igemfe nicht vor dem Jahresfest des Königs blasen, das üblicherweise Ende Dezember stattfand. Bei diesem umkosi genannten Fest versammelte sich die gesamte Bevölkerung vor dem königlichen Wohnsitz (Kraal). Die Truppen der weiter weg im Land verstreuten, befestigten Militärlager (amakhanda, Singular ikhanda) errichteten provisorische Hütten, während die in der Nähe stationierten Truppen ihr Nachtlager beibehielten und abends dorthin zurückkehrten. Kein Krieger durfte sich ohne die am Hof vorgeschriebene formelle Kleidung zeigen. Vor den 1870er Jahren, als die Vorschrift gelockert wurde, musste zumindest theoretisch die gesamte männliche Bevölkerung der Zulu vor dem König erscheinen. Der König wurde von seinen Heilern in einem Ritual gestärkt und die Menschenmenge sang Lieder zur Verehrung der Ahnen. Das Ereignis fand nach der Ernte statt. Die Bevölkerung erhielt bei diesem Anlass vom König die offizielle Erlaubnis, mit dem Verzehr der neuen Ernte zu beginnen. Bis dahin war es bei Androhung schwerer Strafen bis hin zur Todesstrafe verboten, Nahrung aus der neuen Ernte zuzubereiten. Die Zeit, in der fröhliche Lieder auf der Flöte geblasen werden durften, endete im Februar und begann erst wieder beim nächsten umkosi.
Andere Musikinstrumente neben den Flöten igemfe und umtshingo, die typischerweise Jugendliche in der Zeit vor ihrer Heirat spielten, waren die bei den Zulu-Jungen seltene, mit einem Bogen gestrichene Schalenzither ubhelindhlela (der tshidzholo der Venda entsprechend) und die bei Pubertätsriten von Mädchen verwendete Reibtrommel ingungu. 